# Warner Theater (West Chester, Pennsylvania)
Warner Theatre, también conocido como The High Street Theatre, fue un cine histórico ubicado en West Chester, condado de Chester, Pensilvania. Fue diseñado por la destacada firma de diseño de teatros de Chicago Rapp and Rapp y construido por Warner Brothers. Se inauguró el 14 de noviembre de 1930. Es un compuesto de edificios de uno, dos y tres pisos en estilo Art Deco. Incluye el teatro, el restaurante y una serie de siete pequeñas tiendas. El teatro tiene un vestíbulo de dos pisos con una torre de tres pisos que antes sostenía la marquesina. El auditorio medía 83 pies por 120 pies y originalmente tenía 1650 asientos, 1300 en el piso y 350 en el balcón. El auditorio fue demolido a fines de 1986 y el resto del edificio se renovó como el Hotel Warner.
Fue incluido en el Registro Nacional de Lugares Históricos en 1979. Está ubicado en el distrito histórico del centro de West Chester. 